# Le Fousseret
Le Fousseret è un comune francese di 1 676 abitanti situato nel dipartimento dell'Alta Garonna nella regione dell'Occitania.

## Società

### Evoluzione demografica
Abitanti censiti